# Embelia keniensis
Embelia keniensis là một loài thực vật có hoa trong họ Anh thảo. Loài này được R.E.Fr. mô tả khoa học đầu tiên năm 1927.